# Kristen Roupenian
Kristen Roupenian (1982) è una scrittrice statunitense nota per il suo racconto del 2017 Cat Person.

## Biografia
Roupenian è cresciuta nella zona di Boston. Suo padre è un medico e sua madre è un'infermiera in pensione. Roupenian si è laureata al Barnard College nel 2003 con una doppia laurea in inglese e psicologia e ha conseguito un dottorato di ricerca in letteratura inglese all'Università di Harvard, oltre a un Master of Fine Arts all'Helen Zell Writers' Program dell'Università del Michigan.
Nel 2017 il racconto breve di Roupenian Cat Person è stato pubblicato sul The New Yorker. Ha ricevuto un anticipo di 1,2 milioni di dollari per il suo libro del 2019 You Know You Want This. Nel 2018 HBO ha acquistato i diritti di sviluppo della raccolta per una serie antologica drammatica. Nel marzo 2018 A24 ha acquisito i diritti della sua sceneggiatura horror Bodies Bodies Bodies. Nel luglio 2021 Alexis Nowicki ha sostenuto che, nello scrivere Cat Person, Roupenian abbia incluso dettagli della vita di Nowicki.

## Opere
- You Know You Want This, Gallery/Scout Press, 2019, ISBN 978-1-9821-0163-3, OCLC 1043953635.
  -  Cat Person, Einaudi, 2019, ISBN 978-88-06-24046-2.